# 菅野美穂
菅野 美穂（かんの みほ、1977年8月22日 - ）は、日本の女優、歌手。埼玉県坂戸市出身（出生は神奈川県伊勢原市）。研音所属。本名、堺 美穂（さかい みほ、旧姓：菅野）。愛称は、菅ちゃん、カンノちゃん。夫は俳優の堺雅人。

## 略歴
1992年、中学3年生の時にテレビ朝日系バラエティ番組『桜っ子クラブ』の女性アイドルグループ「桜っ子クラブさくら組」のオーディションに合格し芸能界デビュー。桜っ子クラブさくら組のメンバーとして活動しながら、テレビドラマやCM、雑誌のグラビアなど徐々に活動の幅を広げていく。
1993年、『ツインズ教師』（テレビ朝日）の生徒役で女優デビュー。1995年にはNHK連続テレビ小説『走らんか!』の準主役に抜擢、そして1996年、テレビ朝日『イグアナの娘』で主人公・青島リカ役を演じ、演技力が高く評価される。1997年末のテレビ朝日系『君の手がささやいている』では、聴覚障害者が困難を乗り越えて家庭を築いていく様を演じ、人気女優としての地位を確立する。同番組は1998年第15回ATP賞のグランプリとなり、菅野も1998年エランドール賞新人賞の第3回大賞を受賞する。また、2001年末にかけて全5編の続編が毎年制作された。
1997年8月22日、20歳の誕生日にヘアヌード写真集『NUDITY』を発売。記者発表の席で唐突に涙を見せたり、事前に内容を暴露した週刊誌を批判したりする騒動も起きたが、写真集は出版科学研究所調べ・2003年6月までの集計で54万部、一説には82万部 のベストセラーとなった。
一方でソロでの音楽活動も行う。1995年3月に「恋をしよう!」でソロ歌手デビューし、翌年にかけて定期的にシングルをリリース。2000年にはドラマ『愛をください』（フジテレビ）の役名・「蓮井朱夏」名義でリリースした「ZOO 〜愛をください〜」が50万枚を超える大ヒットとなるが、以後のリリースはない。
2003年6月、ドラマ『大奥』（フジテレビ）で天璋院篤子役で主演。初の時代劇出演を果たし、新境地を開く。その後は時代劇にも出演していく。
2004年に放送されたテレビドラマ 『愛し君へ』（フジテレビ）では、フジテレビ月曜9時枠の連続ドラマ（月9）に初主演した。
一時期、バラエティ番組への出演は準レギュラーのフジテレビ『サタ☆スマ』のみだったが、2005年4月より、同局の『ブログタイプ』でレギュラー出演し、再現VTRでミニドラマを演じた。
2006年4月、芸能事務所・タニプロモーションから研音に移籍。
2009年8月『24時間テレビ』（日本テレビ）で、チャリティパーソナリティーを務めた。
2010年10月ドラマ『ギルティ 悪魔と契約した女』（関西テレビ）に主演。連続ドラマでは1999年の『恋の奇跡』（テレビ朝日）以来、11年ぶりに悪女役を演じた（単発ドラマを含めると2006年の『里見八犬伝』以来4年ぶり）。

### 私生活
2013年3月、映画『大奥〜永遠〜［右衛門佐・綱吉篇］』での共演をきっかけに交際していた俳優の堺雅人と婚約していることが所属事務所から明かされ、同年の大安の日でもあった4月2日に婚姻届を提出した。
2015年5月4日、第1子を妊娠していることを報告。8月13日、第1子男児の出産を報告。
2018年7月18日、第2子を妊娠していることを報告。12月3日、第2子女児の出産を報告。

## 人物
- 両親のほか弟が2人いる[14][15]。両親は奥州市江刺出身。
- 出演する番組など、周りの環境に合わせて色を変えるように演じ分けていることから、「カメレオン力」を持っているという評判がある[16]。
- 裸眼視力は0.04と近視で、コンタクトレンズを使用している。芸能界に入る前は黒縁眼鏡をかけていた。

### キャラクター
- 気配り
  - 陽気な性格であり現場では常に周囲への気配りを忘れず[17]、共演者やスタッフへ差し入れなどをすることが多い。事務所の後輩で『蜜の味〜A Taste Of Honey〜』（フジテレビ）で共演した榮倉奈々によるとどれだけ忙しくても、周りに気を配っている[18] など共演者・スタッフからの評判が良い[19]。
- バラエティ番組
  - バラエティ番組に積極的に出演している数少ない主演女優であり、10代から20代にかけてはレギュラー出演していた番組も多く、特にSMAPとの共演が多かった[注 3]。アドリブやギャグなどで笑いを取る場面も多く、本業のお笑いタレントからも評価も高いことで知られる。一方で天然ボケの一面を見せることがあり、飾らない自然体のキャラクターで人気を得ている[20]。
- 極楽とんぼの加藤浩次は「女優が番宣目的でバラエティに出演すると気取る人が多いけど、菅野は芸人より頑張る」と評価している[16]。くりぃむしちゅーの有田哲平もファンである。本人はアンタッチャブルの山崎弘也のことを気に入っている[21]。

### 趣味・特技
- 趣味は、旅行、ショッピング、ヨガ。
- ひとり旅が好きである。初めての海外旅行はロンドンだったが、現地では使えないクレジットカードと現金およそ11万円しか所持しておらず、かなり苦労したと語っている。また、2009年の1年間で33カ国を訪れたとの発言もある[22]。エピソードとしてロサンゼルスに行った時、PUFFYのアメリカ縦断のコンサートの帰りで「タクシー呼ばなくて大丈夫？」と言われ、菅野が「大丈夫」とそのまま帰ったがその2時間後「道わからなくなった」と電話がかかったとのこと[注 4]。
- 休日は渋谷の109によく行くという[23]。
- 中学校時代は陸上部に所属しており、100メートル走の自己ベストは13.8秒、県大会に出場したこともある。

### 交友関係
- PUFFYの大貫亜美とは10代の頃からの親友であり、SHEILAとも親交がある[24][25]。『ブログタイプ』（フジテレビ）で共演したタレントで女優のMEGUMIとは、菅野の弟を交えて食事をしたりと家族ぐるみの付き合いである[26]。
- 上戸彩とは子供が生まれてから家族ぐるみの付き合いをするなど非常に仲が良い[27]。
- 憧れの女優は『あいのうた』（日本テレビ）で共演した和久井映見であり、和久井主演のドラマ『ピュア』（フジテレビ）を超える感動作に出会ったことはないと話している[28]。

### その他
- 20歳の誕生日に自費出版したヘアヌード写真集『NUDITY』（宮澤正明撮影）[29]制作のきっかけについては「女優として限界を感じていた。今までやりたいことばかりやっていたから、今度は一番やりたくないことをやってみようと思った」と述べている。
- 2009年1月のテレビドラマ『キイナ〜不可能犯罪捜査官〜』の役作りで8倍速読ができるようにトレーニングするなど、仕事にはストイックな姿勢を持つ。だが、監督から必要ないと言われた[30]。

## 受賞歴
- 1998年度
  - ATP賞 グランプリ
  - エランドール賞 新人賞
- 1999年度
  - 第13回高崎映画祭 最優秀主演女優賞（『落下する夕方』）
- 2000年度
  - 第26回ザテレビジョンドラマアカデミー賞 主演女優賞（『愛をください』）[31]
- 2002年度
  - 第12回東京スポーツ映画大賞 助演女優賞（『Dolls』）
  - 第27回報知映画賞 助演女優賞（『化粧師 KEWAISHI』､『Dolls』）
  - 第40回ゴールデン・アロー賞 映画賞（『Dolls』）
- 2003年度
  - 第38回ザテレビジョンドラマアカデミー賞 主演女優賞（『大奥』）[32]
- 2007年度
  - 第53回ザテレビジョンドラマアカデミー賞 主演女優賞（『わたしたちの教科書』）[33]
  - 第55回ザテレビジョンドラマアカデミー賞 主演女優賞（『働きマン』）[34]
- 2009年度
  - 第60回ザテレビジョンドラマアカデミー賞 主演女優賞（『キイナ〜不可能犯罪捜査官〜』）[35]
- 2010年度
  - 第64回ザテレビジョンドラマアカデミー賞 主演女優賞（『曲げられない女』）[36]
  - ドラマ・オブ・ザ・イヤー2010（秋クール）主演女優賞（『ギルティ 悪魔と契約した女』）
  - ドラマ・オブ・ザ・イヤー2010（冬クール）主演女優賞（『曲げられない女』）
  - 第14回日刊スポーツドラマグランプリ 主演女優賞（『ギルティ 悪魔と契約した女』）

## 出演

### テレビドラマ
- いちご白書 第7話（1993年2月、テレビ朝日） - 女子高生 役
- ツインズ教師（1993年4月12日 - 6月28日、テレビ朝日） - 小日向恵子 役
- 街角 第1話（1993年10月、NHK総合、土曜ドラマ） - 磯崎香織 役
- パパと呼べないの!（1993年11月22日 - 12月17日、フジテレビ、妻たちの劇場） - 森田みどり 役
- 時をかける少女（1994年2月19日 - 3月19日、フジテレビ、ボクたちのドラマシリーズ） - 岡本恵美 役
- 君に伝えたい 第4回「恋するシティボーイ～東京純愛症候群」（1994年4月24日、MBS、JTドラマBOX） - 美奈子 役
- 飛べないオトメの授業中（1994年5月29日、フジテレビ、【第6回ヤングシナリオ大賞作品】） - 主演・篠原かすみ 役
- お姉さんの朝帰り 第2シリーズ（1994年5月24日 - 6月28日、ABC）
- 大家族ドラマ 嫁の出る幕（1994年7月14日 - 9月22日、テレビ朝日） - 中川ルミ 役
- 海が見たいと君が言って（1994年9月24日、フジテレビ） - 野々村奈美 役
- ハートにS「第3夜 エンジェル」（1994年12月21日、フジテレビ） - 主演・ミホ 役
- オ・ト・ナにして 第4話・5話（1995年1月、テレビ朝日） - 白河リサ 役
- 私、味方です 第4話（1995年2月2日、TBS） - 高科京子 役
- 八神くんの家庭の事情（1995年3月、ABC、火曜ドラマ）
- SALE!（1995年4月18日 - 6月27日、ABC） - 大友桃恵 役
- 連続テレビ小説（NHK総合）
  - 走らんか!（1995年10月2日 - 1996年3月30日） - 三浦真理 役
  - ちゅらさん（2001年4月2日 - 9月29日） - 城ノ内真理亜/ 田中久子役[注 5]
    - ちゅらさん2（2003年3月31日 - 4月28日、月曜ドラマシリーズ）
    - ちゅらさん3（2004年9月13日 - 10月11日、月曜ドラマシリーズ）
    - ちゅらさん4（2007年1月13・20日、土曜ドラマ）

  - べっぴんさん（2016年10月3日 - 2017年4月1日） - 坂東はな 役 / ナレーション兼任[37]
  - ひよっこ 第14週 - 第26週（2017年7月3日 - 9月30日） - 川本世津子 役[38][39][40]
- 木曜の怪談「シンデレラの靴」（1995年12月7日、フジテレビ） - 主演
- 世にも奇妙な物語（1996年 - 1999年、フジテレビ）
  - '96春の特別編「ミッドナイトDJ」（1996年4月） - 主演・村瀬基美 役
  - '97秋の特別編「望みの夢」（1997年10月） - 主演・望美 役
  - '99秋の特別編「私は、女優」（1999年9月） - 主演・美里茜 役
- イグアナの娘（1996年4月15日 - 6月24日、テレビ朝日、月曜ドラマ・イン） - 主演・青島リカ 役 （※連続ドラマ初）
- ドク（1996年10月17日 - 12月19日、フジテレビ、木曜劇場） - 李明 役
- いいひと。（1997年4月15日 - 6月24日、フジテレビ） - 桜妙子 役（ヒロイン）
- Dの遺伝子「寿命遺伝子」（1997年4月7日、フジテレビ） - 主演
- 失楽園（1997年7月7日 - 9月22日、読売テレビ） - 久木知佳 役
- 勇気ということ（1997年8月23日、日本テレビ、24時間テレビ 「愛は地球を救う」） - かすみ 役
- クラッカー（侵入者）（1997年11月10日、TBS、月曜ドラマスペシャル） - 岩崎実香 役
- 誰かが私を愛してる（1997年11月17日、TBS、月曜ドラマスペシャル） - 明美 役
- 君の手がささやいているシリーズ（1997年 - 2001年、テレビ朝日） - 主演・野辺（武田）美栄子 役
  - 君の手がささやいている〜第1章（1997年12月15日）
  - 君の手がささやいている〜第2章（1998年10月1日）
  - 君の手がささやいている〜第3章（1999年10月7日）
  - 君の手がささやいている〜第4章（2000年10月5日）
  - 君の手がささやいている〜最終章（2001年12月26日）
- おそるべしっっ!!!音無可憐さん 第5話・第6話（1998年1月5日 - 3月16日、テレビ朝日） - 香坂良美 役
- Days（1998年1月12日 - 3月23日、フジテレビ） - 池内菜々子 役
- ラブ・アゲイン（1998年4月16日 - 6月11日、TBS） - 楠本香織 役
- せつない〜夏の終わりに（1998年8月、テレビ朝日） - 主演
- ソムリエ（1998年10月13日 - 12月22日、関西テレビ） - 木崎菜穂 役（ヒロイン）
- チェンジ!（1998年11月、テレビ朝日、月曜ドラマ・イン）
- 鶴亀ワルツ（1999年1月6日 - 2月10日、NHK総合、水曜ドラマの花束） - 主演・桂木あゆ子 役
- 可愛いだけじゃダメかしら? 最終話（1999年3月15日、テレビ朝日） - ゆうこの先輩 役※友情出演
- 恋の奇跡（1999年4月15日 - 7月1日、テレビ朝日） - 主演・倉田雪乃 役
- めぐりあい（1999年7月、フジテレビ、27時間テレビ スペシャルドラマ） - 主演・椎葉奈緒 役
- 週末婚スペシャル（1999年10月1日、TBS） - 小野田杉江 役
- 砂の上の恋人たち 第1話（1999年10月12日、フジテレビ） - 友田ひとみ 役
- 隣人は秘かに笑う 第4話・5話（1999年11月、日本テレビ） - 高木の元妻 役
- 傷だらけの女スペシャル（1999年12月28日、フジテレビ） - 安西みどり 役
- オアシス（2000年1月、NHK総合） - 主演
- 千晶、もう一度笑って（2000年1月7日、TBS）
- 果つる底なき（2000年2月11日、フジテレビ、金曜エンタテイメント） - 柳葉奈緒 役
- 女子刑務所東三号棟2（2000年4月10日、TBS） - 吉村由花 役
- マッハブイロク特別ドラマ big大作戦（2000年6月29日、フジテレビ）
- 愛をください（2000年7月5日 - 9月20日、フジテレビ） - 主演・遠野李理香 役
- 三夜連続特別企画 百年の物語「第一夜」（2000年8月28日、TBS） - 八代由加 役
- 平成夫婦茶碗SP〜お母さんは風になった（2000年12月19日、日本テレビ） - 田部まくり  役
- 2001年のおとこ運（2001年1月9日 - 3月20日、関西テレビ） - 主演・柚木あたる 役
- スピードスター（2001年4月14日、日本テレビ） - 立花麻美 役
- 恋がしたい恋がしたい恋がしたい（2001年7月8日 - 9月16日、TBS、東芝日曜劇場） - 永島蜜柑 役（ヒロイン）
- 明るいほうへ 明るいほうへ（2001年8月27日、TBS） - 田辺豊々代 役
- 私立探偵濱マイク 「31→1の寓話」第1話（2002年7月、読売テレビ） - 狭山さつき 役
- 怪談百物語「第1話 四谷怪談」（2002年8月13日、フジテレビ） - 主演・お岩 役
- アルジャーノンに花束を（2002年10月8日 - 12月17日、関西テレビ） - 遠矢エリナ 役（ヒロイン）
- 大奥（2003年6月3日 - 8月19日、フジテレビ） - 主演・天璋院篤子 役 ※初の時代劇
  - 大奥スペシャル（2004年3月26日、フジテレビ）
- 幸福の王子（2003年7月2日 - 9月10日、日本テレビ） - 安元海 役（ヒロイン）
- フジ子・ヘミングの軌跡（2003年10月17日、フジテレビ） - 主演・フジ子・ヘミングフジ子・ヘミング役
- 愛し君へ（2004年4月19日 - 6月28日、フジテレビ） - 主演・友川四季 役
- 海峡を渡るバイオリン（2004年11月27日、フジテレビ） - 南伊子 役（ヒロイン）
- 太宰治物語（2005年、TBS） - 太田静子 役
- 特別企画「悪魔のような女」（2005年3月5日、テレビ朝日、土曜ワイド劇場） - 主演・若桜綾 役
- ラスト・プレゼント（2005年6月11日、テレビ朝日） - 神崎妙子 役（ヒロイン）
- あいのうた（2005年10月12日 - 12月14日、日本テレビ） - 主演・松田洋子 役
- 里見八犬伝（2006年1月2・3日、TBS） - 玉梓 / 妙椿 役
- ダンドリ。〜Dance☆Drill〜（2006年7月11日 - 9月19日、フジテレビ） - 高宮深雪 役※特別出演
- 一生忘れない物語「そこにいた風」（2006年9月30日、テレビ朝日） - 主演
- 奇跡の夫婦愛スペシャル「虹を架ける王妃」（2006年11月24・25日、フジテレビ） - 主演・李方子 役
- 向井千秋〜夢を宇宙に追いかけた人〜（2007年1月12日、フジテレビ） - 主演・向井千秋向井千秋 役
- わたしたちの教科書（2007年4月12日 - 6月28日、フジテレビ） - 主演・積木珠子 役
- 働きマン（2007年10月10日 - 12月19日、日本テレビ） - 主演・松方弘子 役
- Tomorrow〜陽はまたのぼる〜（2008年7月6日 - 9月7日、TBS） - 田中愛子 役（ヒロイン）
- キイナ〜不可能犯罪捜査官〜（2009年1月21日 - 3月18日、日本テレビ） - 主演・春瀬キイナ 役
- 坂の上の雲（2009年 - 2011年、NHK総合） - 正岡律 役
- TBSスペシャルドラマ 夏樹静子・作家40周年記念サスペンス特別企画 Wの悲劇（2010年1月11日、TBS） - 主演・一条春生 役
- 曲げられない女（2010年1月13日 - 3月17日 、日本テレビ） - 主演・荻原早紀 役
- ギルティ 悪魔と契約した女 （2010年10月12日 - 12月21日、関西テレビ） - 主演・野上芽衣子 役
- 蜜の味〜A Taste Of Honey〜（2011年10月13日 - 12月22日、フジテレビ） - 主演・原田彩 役
- 結婚しない（2012年10月 - 12月、フジテレビ） - 主演・田中千春 役
- ナポレオンの村 第2話（2015年7月26日、TBS） - 橋尾千恵 役[41]
- お迎えデス。 第1話（2016年4月16日、日本テレビ） - 玲子 役 [42]
- 砂の塔〜知りすぎた隣人（2016年10月14日 - 12月16日、TBS） - 主演・高野亜紀 役 [43]
- LEADERS II（2017年3月26日、TBS） - 飯田キヨ 役[44]
- 監獄のお姫さま（2017年10月17日 - 12月19日、TBS） - 勝田千夏 役[45]
- シャーロック 第2話（2019年10月14日、フジテレビ） - 青木藍子 役[46]
- ウチの娘は、彼氏が出来ない!!（2021年1月13日 - 3月17日、日本テレビ） - 主演・水無瀬碧 役[47]
- DOCTORS〜最強の名医〜ファイナル 新春ドラマスペシャル（2023年1月3日、テレビ朝日） - 皆川琴美 役[48]
- ゆりあ先生の赤い糸（2023年10月19日 - 12月14日、テレビ朝日） - 主演・伊沢ゆりあ 役[49]

### 映画
- 大失恋。（1995年1月21日公開、東映） - 佳江 役
- 企業戦士YAMAZAKI（1995年3月公開、オフィスCHK） - 鹿島倫子 役 ※ビデオシネマ
- エコエコアザラク -WIZARD OF DARKNESS-（1995年4月、 ギャガ・コミュニケーションズ） - 倉橋みずき 役
- TANABATA2057（1996年6月公開、五藤光学研究所） - ナナ 役 ※プラネタリウム番組
- THE DEFENDER（1997年2月） - 良美 / 昌美 役
- ご存知!ふんどし頭巾（1997年10月10日公開、松竹） - 帆立沢輪紗美 役
- ベル・エポック （1998年9月、東宝）
- 落下する夕方（1998年11月、松竹） - 根津華子 役
- 富江（1999年3月6日公開、大映） - 主演・川上富江 役
- 催眠（1999年6月5日公開、東宝） - 入絵由香 役（ヒロイン）
- 守ってあげたい!（2000年3月、ゼアリズエンタープライズ） - 主演・安西サラサ 役
- 化粧師 KEWAISHI（2002年2月9日公開、東映） - 青野純江 役（ヒロイン）
- Dolls（2002年10月12日公開、バンダイビジュアル・オフィス北野、北野武監督作品） - 主演・佐和子 役
- COSMIC RESCUE（2003年7月） - 千葉京子 役※特別出演
- レディ・ジョーカー（2004年12月、東映） - 城山佳子 役
- さくらん（2007年2月24日公開、アスミック・エース） - 粧ひ 役
- パンダフルライフ（2008年8月） - ナレーション
- パーマネント野ばら（2010年5月公開） - 主演・なおこ役
- ジーン・ワルツ（2011年2月公開、東映） - 主演・曾根崎理恵 役
- 大奥〜永遠〜［右衛門佐・綱吉篇］（2012年12月公開、松竹、アスミック・エース）  - 徳川綱吉 役（ヒロイン）
- 奇跡のリンゴ（2013年6月8日公開、東宝） - 木村美栄子 役（ヒロイン）
- 恋妻家宮本（2017年1月28日公開、東宝） - 五十嵐真珠 役
- 明日の食卓（2021年5月28日公開、KADOKAWA / WOWOW） - 主演・留美子 役[50]
- 仕掛人・藤枝梅安 第一作（2023年2月3日、時代劇専門チャンネル） - おもん 役[51]
  - 仕掛人・藤枝梅安 第二作（2023年4月7日）
- ディア・ファミリー（2024年6月14日公開、東宝） - 坪井陽子 役[52]
- 近畿地方のある場所について（2025年8月8日公開、ワーナー・ブラザース映画） - 主演・瀬野千紘 役（赤楚衛二とダブル主演）[53]

### 舞台
- ミュージカル AIDS〜感染しないって言いきれますか?（1993年9月）
- ミュージカル 明日を見つめて（1994年9月）
- 舞台 チュニジアの歌姫（1997年1月） - ナディーヌ 役
- 舞台 奇跡の人（2000年2月） - ヘレン・ケラー 役

### 吹き替え
- ベイマックス（2014年12月20日公開、ウォルト・ディズニー・ジャパン） - キャス 役[54]
- ジェミニマン（2019年10月25日公開、東和ピクチャーズ） - ダニー〈メアリー・エリザベス・ウィンステッド〉 役[55]
- ウィッシュ（2023年12月15日公開、ウォルト・ディズニー・ジャパン）[56]

### アニメ
- ベイマックス ザ・シリーズ（2018年4月 - 、ディズニーXD） - キャス役

### ゲーム
- 慶応遊撃隊（メガドライブ・メガCD）
- 慶応遊撃隊 活劇編（セガサターン）
- リアルサウンド 〜風のリグレット〜（セガサターン版 / ドリームキャスト版）

### ラジオドラマ
- FMシアター「こんにちは地球」（1994年5月14日、NHK-FM） - 一葉 役[57]
- 浅田次郎ワールド・鉄道員「ラブ・レター」（1997年10月17日、文化放送）[58]　※翌1998年2月、集英社CDブック発売（ISBN 978-4-08-901140-9）

### ラジオ番組
- あっけらKan-no!?・菅野美穂（1995年4月 - 9月、ニッポン放送）
- あっけらKan-no!?・ミラクルファイブ（1995年10月 - 1996年3月、ニッポン放送） - 5分バージョン
- KEN RADIO（2020年2月22日・29日、ニッポン放送）[59][60]

### バラエティ番組
- 桜っ子クラブ（1992年 - 1994年、テレビ朝日）
- ボイズンガルズ（1994年 - 1995年、ABC）
- メレンゲの気持ち（1996年 - 1998年、日本テレビ） - 司会
（それいけ!アンパンマン（1997年10月・12月）にも、メレンゲシスターズとして声優出演）
- スクラッチ！（1997年、TBS） - 司会
- 特命リサーチ200X（1996年 - 2002年、日本テレビ） - 桐島夏子 役
  - 特命リサーチ200X II（2002年 - 2004年、日本テレビ） - 桐島夏子 役
- 中居正広のボクらはみんな生きている（1997年 - 1998年、フジテレビ） - お助け隊担当
  - 中居正広のボク生きII（1998年 - 1999年、フジテレビ） - レギュラー解答者
- サタ☆スマ（1999年 - 2002年、フジテレビ） - 「収納美人」と「グチ電鉄・人生相談鉄道」のコーナー担当（「収納美人」はレギュラー、「グチ電鉄」と「人生相談鉄道」は準レギュラー）
- ザ・レターズ〜家族の愛にありがとう（2002年5月 - 9月、フジテレビ）
- ブログタイプ（2005年4月 - 9月、フジテレビ）
- アメリカンドリーマー浜田雅功が行く!3泊5日ニューヨーク、ロス、シカゴメジャーアスリート弾丸訪問ツアー（2005年、関西テレビ） - ナビゲーター
- 痛快TV スカッとジャパン（2020年1月13日、フジテレビ） - 池辺理子 役
- おしゃれクリップ（2022年1月16日、日本テレビ） - 山崎育三郎がTBSのドラマ『日曜劇場 DCU』に出演のため裏被りとなることに伴う代理司会[注 6]

### 特別番組
- 地雷ZERO 21世紀最初の祈り（2001年、TBS）
- 世界がもし100人の村だったら（2003年、フジテレビ）
- 世界がもし100人の村だったら2（2004年、フジテレビ）
- 菅野美穂のアフリカ大自然（2006年、テレビ東京）
- ハイビジョン特集 菅野美穂 インド・ヨガ 聖地への旅（2007年、NHK総合）
- 世界遺産（2007年11月4日・11日、TBS） - ナレーター
- 24時間テレビ 「愛は地球を救う」（2009年･2021年､日本テレビ） - チャリティーパーソナリティー
- 菅野美穂がゆく"色彩の王国"モロッコ1500km紀行（2014年1月11日、BSジャパン）
- 菅野美穂がゆく"色彩の王国"モロッコ1500km紀行 完全版（2014年3月21日、BSジャパン）
- ウーマン・オン・ザ・プラネット「スイス絶景世界遺産ツアー！前篇・後篇」（2014年9月6日・13日、日本テレビ）

### CM
現在
- 朝日生命（1997年1月 - ）
- 三井ホーム（2014年4月 - ）
- 資生堂「GRACY」（2021年3月 - ）[61]
- ロッテ
  - 「キシリトールガム」（2021年5月 - ）[62]
  - 「レディーボーデン」（2022年11月 - ）[63]
- マイタウン（2021年7月 - ）[64]
- 麒麟麦酒「キリン グリーンズフリー」（2022年4月15日 - ）[65]
- キッコーマン「うちのごはん」シリーズ（2022年4月18日 - ）[66][67]
- 朝日生命「あんしん介護 プラスワン」（2024年6月18日 - ）[68]

過去
- オッペン化粧品 「セルデュア」シリーズ（1992年 - 1994年）
- 富士通 「FM TOWNS II」（1993年）観月ありさ起用時のCM「遊びが勉強になればいい。」篇に、4人の少年少女のうちの一人として出演
- たくぎんカード 「夢物語」（1993年 - 1994年）
- 日本ビクター（現：JVCケンウッド）
  - 甲子園ポスター（1994年 - 1995年）
  - 通信カラオケ孫悟空（1996年）他
- 日清食品 「チキンラーメンどんぶり」（1993年）
- 資生堂 「シーズ」（1997年 - 1998年）
- カルビー 「ア・ラ・ポテト」（1994年 - 1995年）
- 明治乳業（現：明治） 「旬のフルーツゼリー」 （1993年）
- ネスレ日本 「キットカット」（1996年 - 1997年）
- サントリーフーズ 「ビタミンウォーター」（1998年）
- 花王（1998年 - 2018年）
  - ソフィーナ 「ベリーベリー」（1998年 - 2000年）
  - ソフィーナ 「RiSE」（2002年10月 - 2006年）
  - ソフィーナ 「FINE-FIT」（2002年10月 - 2008年）
  - ソフィーナ 「Primavista」（2008年9月 - ）
  - ソフィーナ 「オーブ クチュール」（2008年12月 - ）
- キリンビール 「キリンラガービール」（1999年）
- 日本移動通信・DDIセルラーグループ（現 KDDI・沖縄セルラー電話）（2000年）
- 東洋水産 「ホットヌードル」（1999年 - 2000年）
- チョーヤ梅酒 「ウメッシュ」（2004年9月 - 2007年1月）
- 出光興産「出光カード」 （2004年4月 - 2007年4月）
- TOTO「TOTOキッチン・CUISIA」（2005年7月 - 2007年12月）
- ワーナーミュージック・ジャパン コブクロ『ALL SINGLES BEST』
- NEC「BIGLOBE」
- ADAMS「リカルデント」（2001年）
- トヨタ自動車
  - 「アイシス」 - 各篇椎名桔平と共演
    - 「さあ、新しいアイシスへ篇」（2007年5月 - 2008年5月）
    - 「シャボン玉篇」（2008年5月- 2009年8月）

  - 「プリウス」（2010年11月 - 2011年8月）
- ミツカン 「ウェブ企業広告」（2007年5月 - 10月）
- ユーキャン 「通信講座」（2008年1月 - 2009年12月）
- オンワード樫山 「23区」（2008年3月 - 2012年9月）
- SEIKO 「LUKIA」イメージキャラクター（2008年3月 - 2011年3月）
- 任天堂 「ニンテンドーDS Lite」（2008年5月 - 2009年10月）
- サントリー 「豊か」（2009年6月）
- 沖電気工業 「COREFIDO」（2009年10月 - 2016年）
- サントリー「角ハイボール」（2011年9月 - 2014年1月）
- 大鵬薬品工業 「チオビタドリンク」（2007年7月 - 2014年）[注 7]
- 味の素（2012年9月 - 2019年）
  - 「ピュアセレクトマヨネーズ」（2012年9月 - ）
  - 「トスサラ」（2014年10月 - ）
- ダイハツ工業
  - 「ダイハツ・タントカスタム」（2013年9月 - 2015年12月） - CAR & More編集部:フォトグラファー[注 8]。
  - 「ダイハツ・タント」（2013年10月 - 2015年12月）[注 9]
- 森永乳業「クリープ」（2010年12月 - 2016年）
- アサヒビール「クリアアサヒ贅沢ゼロ」（2017年4月 - 2018年）

## ディスコグラフィ
※桜っ子クラブさくら組としての楽曲は「桜っ子クラブ#ディスコグラフィー」を参照。

### シングル
| 発売日                     | 規格                       | 規格品番                   | No.                        | タイトル                                           |
| ビクターエンタテインメント | ビクターエンタテインメント | ビクターエンタテインメント | ビクターエンタテインメント | ビクターエンタテインメント                         |
| -------------------------- | -------------------------- | -------------------------- | -------------------------- | -------------------------------------------------- |
| 1995年3月24日              | 8cmCD                      | VIDL-10625                 | 1                          | 恋をしよう！                                       |
| 1995年3月24日              | 8cmCD                      | VIDL-10625                 | 2                          | ドッカン～人生最大の衝撃                           |
| 1995年3月24日              | 8cmCD                      | VIDL-10625                 | 3                          | 恋をしよう！（オリジナル・カラオケ）               |
| 1995年3月24日              | 8cmCD                      | VIDL-10625                 | 4                          | ドッカン～人生最大の衝撃（オリジナル・カラオケ）   |
| 1995年6月21日              | 8cmCD                      | VIDL-10669                 | 1                          | 太陽が好き！                                       |
| 1995年6月21日              | 8cmCD                      | VIDL-10669                 | 2                          | TAKOYAKI～前を向いて歩こう                         |
| 1995年6月21日              | 8cmCD                      | VIDL-10669                 | 3                          | 太陽が好き！（オリジナル・カラオケ）               |
| 1995年6月21日              | 8cmCD                      | VIDL-10669                 | 4                          | TAKOYAKI～前を向いて歩こう（オリジナル・カラオケ） |
| 1996年6月21日              | 8cmCD                      | VIDL-10781                 | 1                          | 負けないあなたが好き                               |
| 1996年6月21日              | 8cmCD                      | VIDL-10781                 | 2                          | 夜明けのStraycats                                  |
| 1996年6月21日              | 8cmCD                      | VIDL-10781                 | 3                          | 負けないあなたが好き（オリジナル・カラオケ）       |
| 1996年6月21日              | 8cmCD                      | VIDL-10781                 | 4                          | 夜明けのStraycats（オリジナル・カラオケ）          |
| 1996年10月23日             | 8cmCD                      | VIDL-10813                 | 1                          | あの娘じゃない                                     |
| 1996年10月23日             | 8cmCD                      | VIDL-10813                 | 2                          | しんでるみたいで・・・                             |
| 1996年10月23日             | 8cmCD                      | VIDL-10813                 | 3                          | あの娘じゃない（オリジナル・カラオケ）             |
| 1996年10月23日             | 8cmCD                      | VIDL-10813                 | 4                          | しんでるみたいで・・・（オリジナル・カラオケ）     |
| ソニー・ミュージック       |                            |                            |                            |                                                    |
| 2000年9月7日               | CD                         | AICT1271                   | 1                          | ZOO 〜愛をください〜                               |
| 2000年9月7日               | CD                         | AICT1271                   | 2                          | ZOO 〜愛をください〜 instrumental ver.             |
| 2000年9月7日               | CD                         | AICT1271                   | 3                          | ZOO 〜愛をください〜 acoustic TV ver.              |

### アルバム
| 発売日                     | 規格                       | 規格品番                   | タイトル                   |
| ビクターエンタテインメント | ビクターエンタテインメント | ビクターエンタテインメント | ビクターエンタテインメント |
| -------------------------- | -------------------------- | -------------------------- | -------------------------- |
| 1995年8月2日               | CD                         | VICL-676                   | HAPPY ICECREAM             |
| 2015年6月24日              | SHM-CD                     | VICL-70179                 | ゴールデン☆ベスト 菅野美穂 |

#### 参加アルバム
- I STAND HERE FOR YOU / 大槻ケンヂ （1995年8月）
  - モンブランケーキの語りを担当
- ソムリエ TVサントラ（1998年12月2日）
  - 「屋根の上のソムリエ」ナレーション

## 作品

### 書籍
- 菅野美穂のIn-Line Skating（1995年10月、朝日ソノラマ） ISBN 4257034572
- カンノが、出会ったオンナたち 菅野美穂 meets 映画『パーマネント野ばら』（2010年5月、ぴあ）ISBN 4835617622

#### 写真集
- 17ans（1995年9月、ビクターブックス、撮影：平間至）ISBN 4893891081
- Kanno-FILES（1996年10月、ワニブックス）ISBN 4847024370
- NUDITY（1997年8月、ルー出版、撮影：宮澤正明）ISBN 4897780500
- 定本 菅野美穂（1998年12月、集英社）ISBN 4087802922
- カンタビ（2009年8月27日、講談社）ISBN 9784063537130

### ビデオ・DVD
- Happy Children（1995年8月、ビクターエンタテインメント）写真集『17ans』と同時にパリで撮影したビデオ
- Ya&Ya（ビクターエンタテインメント）※ビデオマガジン。7号はビデオCD、8、9号はDVD。
  - For Boys & Girls Ya&Ya VICTOR V-CD COMICS 7（1994年12月10日） - 短編映画『最後の最後の最後のGirl』主演
  - For Boys & Girls Ya&Ya VICTOR DVD COMICS 8（1996年11月1日） - 「負けないあなたが好き」マルチアングルビデオクリップ
  - For Boys & Girls Ya&Ya DIGITAL CONTENTS GUILD 9（1997年9月22日） - 『最後の最後の最後のGirl』再録
- 菅野美穂◇インドヨガ 聖地への旅◇美しくなる16のポーズ（2008年1月24日） NHKで放送された番組にDVD用映像付